# Brubaker (Automarke)

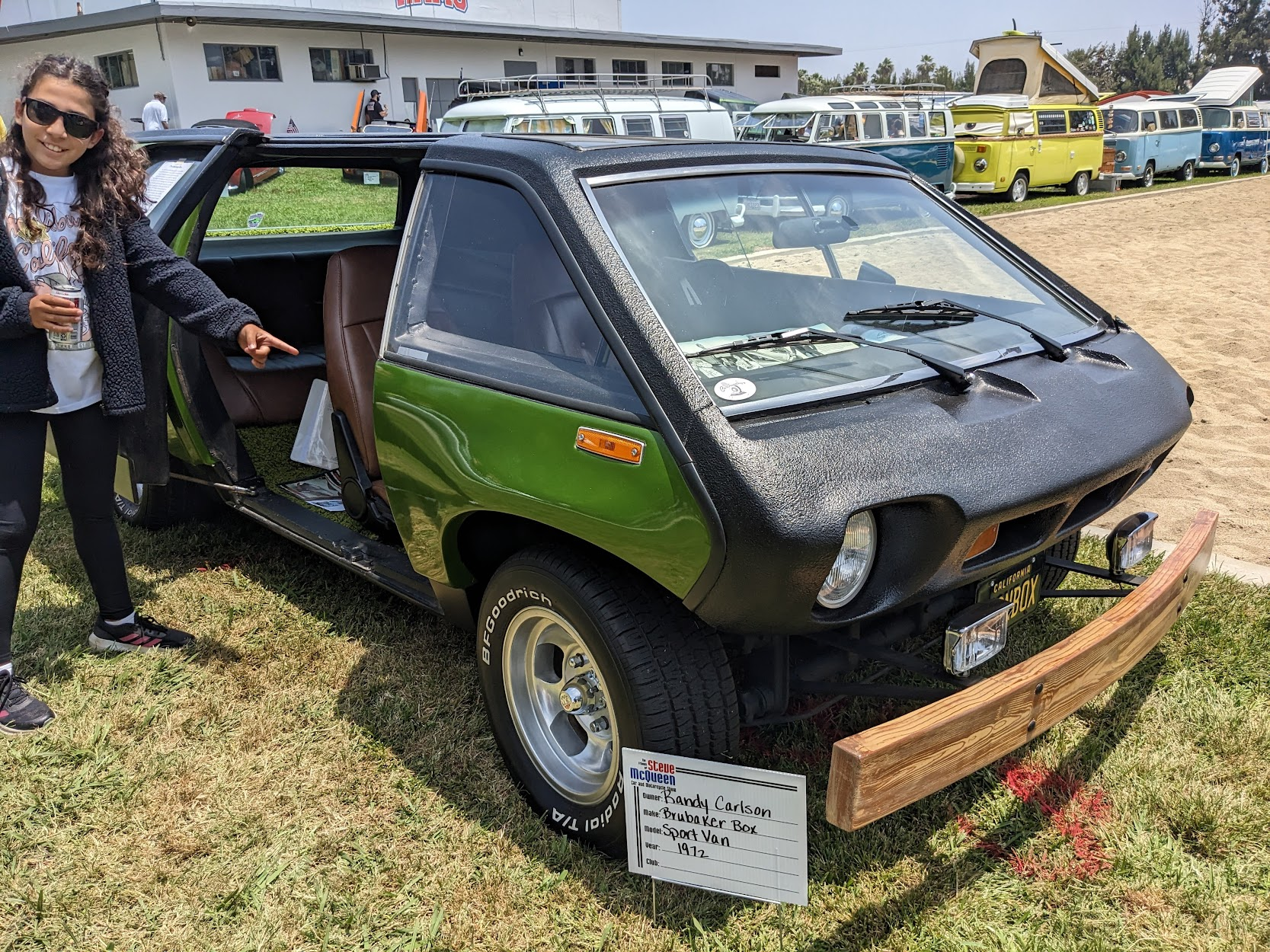
Brubaker Box

Brubaker war eine US-amerikanische Automarke.

## Markengeschichte
Brubaker Group oder Brubaker Industries hatte seinen Sitz in Los Angeles in Kalifornien. Betreiber war Curtis Brubaker. 1972 stellte das Unternehmen Automobile her, entworfen von Curtis Brubaker. Es gab auch Pläne für Kit Cars. Der Markenname lautete Brubaker. Insgesamt entstanden drei Fahrzeuge.

## Fahrzeuge
Das einzige Modell war der Box. Die Basis bildete ein Fahrgestell des VW Käfer. Darauf wurde eine für die damalige Zeit untypische Karosserie in Form eines Minivans montiert. Das fünfsitzige Fahrzeug hatte nur eine Tür. Dies war eine Schiebetür an der rechten Fahrzeugseite. Die Stoßstangen bestanden aus Holz. Ein luftgekühlter Vierzylinder-Boxermotor mit 1600 cm³ Hubraum trieb die Fahrzeuge an.
Automecca setzte die Produktion unter eigenem Markennamen bis 1978 fort.